# Walter Monckton
Pour les articles homonymes, voir Monckton.
Walter Monckton, né le 17 janvier 1891 et mort le 9 janvier 1965, 1er vicomte Monckton de Brenchley, est un homme politique britannique. Il est notamment Secrétaire d'État à la Défense de 1955 à 1956.